# John Winston Jones

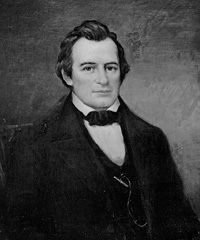
John Winston Jones

John Winston Jones (* 22. November 1791 in Amelia Court House, Amelia County, Virginia; † 29. Januar 1848 im Chesterfield County, Virginia) war ein US-amerikanischer Politiker und von 1843 bis 1845 der Sprecher des Repräsentantenhauses der Vereinigten Staaten.

## Leben und Wirken
John Winston Jones wurde am 22. November 1791 in Amelia Court House geboren. Er besuchte eine Privatschule und schloss 1813 sein Jurastudium am College of William & Mary in Williamsburg ab. Noch im selben Jahr erhielt er seine Anwaltszulassung und begann im Chesterfield County als Staatsanwalt für den fünften Gerichtsbezirk Virginias zu arbeiten. Vom 4. März 1835 bis zum 3. März 1845 war er Mitglied des Kongresses – die ersten zwei Jahre als Jacksonian, später als Demokrat. Er war unter anderem der Vorsitzende des Committee on Ways and Means (1839–1841) und von 1843 bis 1845 Sprecher des Repräsentantenhauses. Er verzichtete auf eine Wiederwahl in den Kongress und verließ diesen 1845, um wieder als Anwalt zu arbeiten. Nebenbei betätigte er sich auch noch in der Landwirtschaft.
Im Jahr 1846 wurde er Mitglied des Abgeordnetenhauses von Virginia und saß diesem als Speaker vor. Seine Wiederwahl im folgenden Jahr lehnte er jedoch aus krankheitsbedingten Gründen ab. Am 29. Januar 1848 starb er auf seinem Landsitz „Dellwood“ im Chesterfield County. Er ist auf dem Familienfriedhof auf seinem Grundstück, nordwestlich von Petersburg, begraben.